# Manhac (Cruesa)
ManhacMagnat-l'Étrange) és una comuna (municipi) de França, a la regió de la Nova Aquitània, departament de la Cruesa, al districte d'Aubusson i cantó de La Courtine. El seu nom prové dels de les dues famílies que el van regir: els Magnat i els de Lestrange.
La seva població al cens de 1999 era de 212 habitants. Està integrada a la Communauté de communes des Sources de la Cruesa.

## Demografia
| 1968 | 1975 | 1982 | 1990 | 1999 |
| ---- | ---- | ---- | ---- | ---- |
| 462  | 384  | 318  | 245  | 212  |

## Administració
| Període | Identitat     | Partit |
| ------- | ------------- | ------ |
| 2001-   | Lucien Mestat |        |